# Max Elskamp

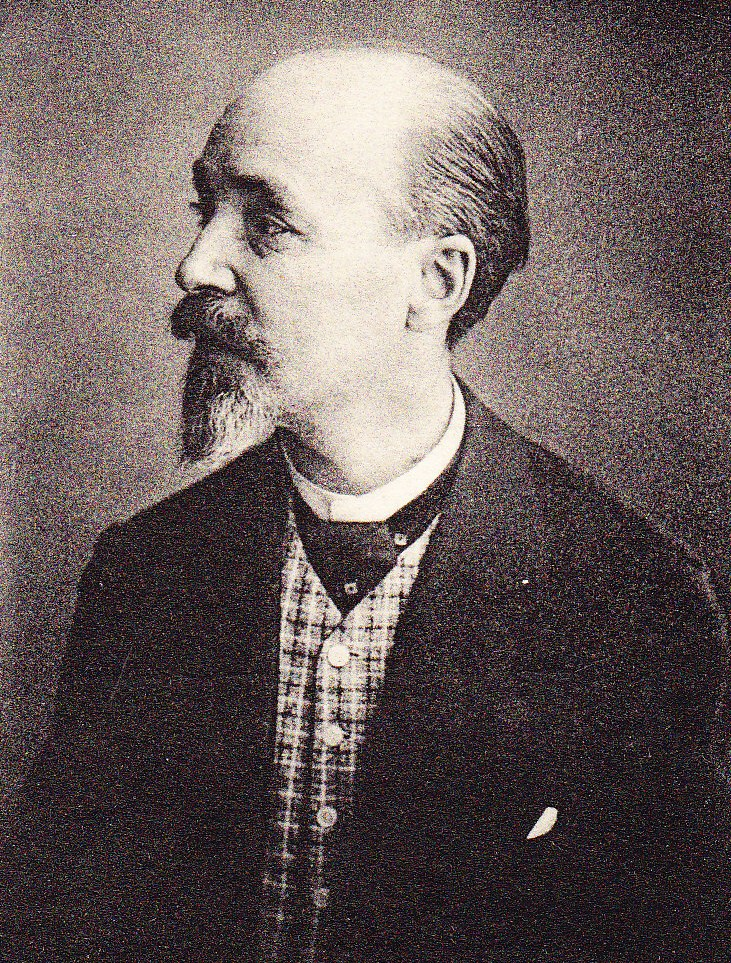
Max Elskamp

Max Elskamp (ur. 5 maja 1862 w Antwerpii, Belgia; zm. 10 grudnia 1931, tamże) – belgijski poeta, przedstawiciel symbolizmu, piszący w języku francuskim. Członek grupy literackiej La Jeune Belgique.
Utrzymywał bliskie stosunki z belgijskimi symbolistami, wywodzącymi się z kręgów gazety i wydawnictwa Mercure de France; dobrze znał francuskich poetów Paula Verlaine'a i Stéphane'a Mallarmé, którzy wysoko cenili jego twórczość.
W ostatnich latach życia popadł w ciężką depresję (niektóre źródła wspominają także o chorobie psychicznej) i przez wiele lat nie opuszczał swojego domu.

## Twórczość

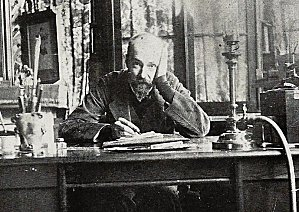
Poeta w czasie pracy twórczej.

Tematyką jego poezji było proste codzienne życie i folklor rodzinnego miasta. W jego wierszach odbija się mocno religijny mistycyzm - Elskamp pochodził z bogatej walońskiej rodziny o silnych tradycjach katolickich i był człowiekiem głębokiej wiary.

## Ważniejsze dzieła
- Chanson de la rue Saint-Paul (1922)
- Oeuvres complètes (Paryż, 1967) - dzieła wszystkie (wydanie pośmiertne)